# Европейские сообщества
Европейские сообщества (иногда также называемые Европейское сообщество или ЕС) — совокупность трёх формально независимых международных организаций с общими органами управления.
Этими организациями были:
- Европейское экономическое сообщество (с 1993 по 2009 г.г. — Европейское сообщество),
- Европейское сообщество по атомной энергии (ЕВРАТОМ) и
- Европейское объединение угля и стали (до истечения срока действия своего учредительного договора в 2002 году).

Нормы Европейских сообществ легли в основу Договора об основании Европейского экономического сообщества.